# Balatonföldvár
Balatonföldvár là một thành phố thuộc hạt Somogy, Hungary. Thành phố này có diện tích 15,32 km², dân số năm 2010 là 2073 người, mật độ 135 người/km².